# Herman Georges Berger
Pour les articles homonymes, voir Berger (homonymie).
Herman Georges Berger est un escrimeur français né le 1er août 1875 à Bassens et mort le 13 janvier 1924 à Nice. Membre de l'équipe de France d'épée, il est champion olympique par équipe dans cette discipline en 1908.

## Palmarès

### Jeux olympiques
- Jeux olympiques de 1908 à Londres (Grande-Bretagne) :
  - Escrime :
    -  Médaille d'or en épée par équipe aux Jeux olympiques d'été de 1908.